# Perseus van Macedonië

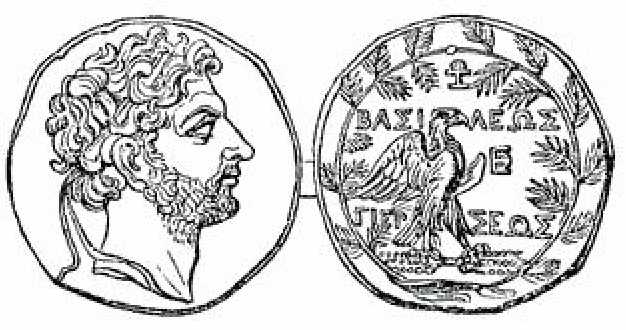
Munt met afbeelding van Perseus van Macedonië

Perseus was van 179 tot 168 v.Chr. koning van Macedonië, uit het huis der Antigoniden. 
Hij was een zoon van Philippos V en trachtte evenals zijn vader de machtsuitbreiding van de opkomende wereldmacht Rome naar het Oosten toe tegen te werken en uit te schakelen. Zelf streefde hij naar de hegemonie in Griekenland, en daarom zocht hij steun en sympathie in sommige Griekse stadstaten (en vond die aanvankelijk ook). Hij huwde met een Syrische prinses, in een poging om ook dat land op zijn hand te krijgen, maar de Romeinen, die zijn ondergang wensten, wisten hem te isoleren door allerlei diplomatieke manoeuvres. Rome wilde voorgoed afrekenen met Macedonië en Aemilius Paulus bracht hem in 168 v.Chr. een beslissende nederlaag toe in de Slag bij Pydna. Perseus gaf zich over, marcheerde mee als overwonnene in een triomftocht te Rome en stierf twee jaar later in gevangenschap. 